# Mappowder
Mappowder är en ort och civil parish i Storbritannien.   Den ligger i kommunen Dorset och riksdelen England, i den södra delen av landet, 170 km väster om huvudstaden London. Mappowder ligger 116 meter över havet och antalet invånare är 166.
Terrängen runt Mappowder är platt, och sluttar norrut. Runt Mappowder är det ganska tätbefolkat, med 108 invånare per kvadratkilometer. Närmaste större samhälle är Dorchester, 15,8 km söder om Mappowder. Trakten runt Mappowder består till största delen av jordbruksmark.